# Lukas Schmidt (Badminton)
Lukas Schmidt (* 19. September 1988 in Regensburg) ist ein deutscher Badmintonspieler.

## Sportliche Karriere
Schmidt wurde acht Mal Deutscher Jugend- und Juniorenmeister im Herreneinzel und Herrendoppel. Bei den Deutschen Meisterschaften 2011 scheiterte er im Finale an Marc Zwiebler mit 18:21, 12:21 und wurde damit Deutscher Vizemeister im Herreneinzel. In den Jahren 2012 und 2013 erreichte er Bronze und erneut Silber. Im Jahr 2014 gelang ihm sein bis dahin größter Erfolg mit dem Gewinn der Deutschen Meisterschaften 2014. Seit der Saison 2011/2012 ist er für den 1. BC Bischmisheim in der 1. Badminton-Bundesliga im Einsatz.

## Größte Erfolge

### Europameisterschaften
- 2012: Silber Mannschafts-Europameisterschaft der Herrennationalmannschaften
- 2014: Bronze Mannschafts-Europameisterschaft der Herrennationalmannschaften
- 2007: Bronze Jugend-Europameisterschaften im Herrendoppel

### Deutsche Meisterschaften
- 2015: Bronze Deutsche Meisterschaften im Herreneinzel
- 2014: Gold Deutsche Meisterschaften im Herreneinzel
- 2013: Silber Deutsche Meisterschaften im Herreneinzel
- 2012: Bronze Deutsche Meisterschaften im Herreneinzel
- 2011: Silber Deutsche Meisterschaften im Herreneinzel
- 2010: Gold Deutsche Meisterschaften U22 im Herrendoppel
- 2010: Bronze Deutsche Meisterschaften U22 im Herreneinzel
- 2009: Gold Deutsche Meisterschaften U22 im Herreneinzel
- 2009: Gold Deutsche Meisterschaften U22 im Herrendoppel
- 2007: Gold Deutsche Meisterschaften U19 im Herreneinzel
- 2007: Gold Deutsche Meisterschaften U19 im Herrendoppel
- 2006: Gold Deutsche Meisterschaften U19 im Herrendoppel
- 2006: Silber Deutsche Meisterschaften U19 im Herreneinzel
- 2005: Gold Deutsche Meisterschaften U17 im Jungeneinzel
- 2005: Gold Deutsche Meisterschaften U17 im Jungendoppel
- 2005: Bronze Deutsche Meisterschaften U17 im Mixed

### Badminton Europe Circuit
- 2012: Sieger Croatian International
- 2014: Sieger Croatian International
- 2012: Finalist Portuguese International

### Multisport-Events
- 2011: Platz 9 Sommer-Universiade mit der Mannschaft
- 2011: 1. Runde Sommer-Universiade im Herreneinzel